# Barazek
Las barazek o barazeq (del árabe برازق barāzeq) son unas galletas árabes cuyo ingrediente estrella es el sésamo (سمسم sumsum) y a menudo también contienen trozos de pistacho. Probablemente se originó durante la época otomana en la capital siria, Damasco, particularmente en el barrio de El Midán, aunque hoy en día es tan popular que se pueden encontrar en la mayoría de pastelerías de toda el área levantina (Líbano, Jordania, Palestina y Siria) y más allá. También es uno de los postres palestinos más tradicionales y es fácil encontrar puestos que venden barazek en las calles de Jerusalén.
Se considera uno de los postres sirios más famosos y cuenta con multitud de variantes. Todas incluyen harina, mantequilla, azúcar y sésamo; algunas también pueden incluir huevo, leche, pistachos, miel, mahleb, levadura y vainilla, así como mantequilla clarificada (samneh) en vez de mantequilla común. Posee un sabor dulce, mantecoso y nogado, y una textura crujiente y quebradiza.

## Preparación
La siguiente receta no incluye leche pero sí incluye yema de huevo. Con las manos, se mezclan 250 g de harina con 150 g de mantequilla (fría) rebanada en trozos. Se desmenuza hasta que quede una textura arenosa y luego se le agrega el azúcar glas, las yemas de dos huevos y el extracto de vainilla. Se compacta la masa, se envuelve en film y se deja reposar en la nevera. Esta masa es muy similar a la masa quebrada francesa.
Pasadas unas horas, se saca la masa de la nevera y se hacen pelotillas de quince gramos aproximadamente. Las pelotillas se aplastan sobre un plato con sésamo y se colocan en la bandeja del horno, que debe precalentarse a 200 °C. Se introduce la charola en el horno y cuando empiece a oler, o bien cuando se tuesten los bordes (a los 10 minutos), se saca y se pasan a una bandeja con rejilla para que se enfríen y se endurezcan.